# Aziz Akhennouch

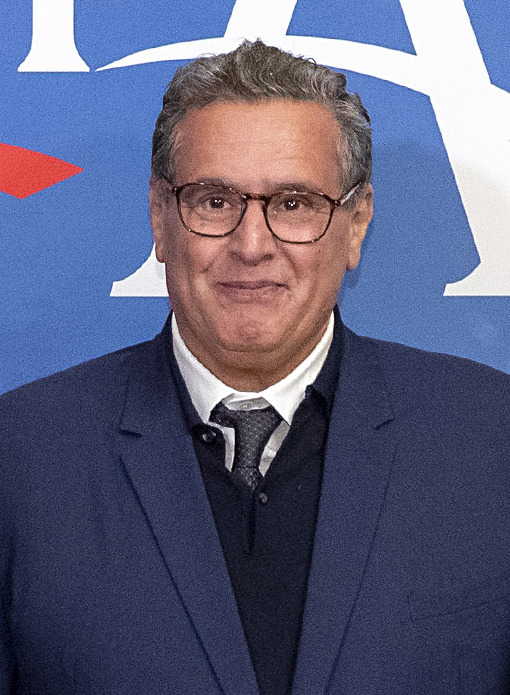
Aziz Akhannouch (2024)

Aziz Akhannouch (marokkanisches Tamazight ⵄⴰⵣⵉⵣ ⴰⵅⴻⵏⵏⵓⵛ; arabisch عزيز أخنوش, DMG ʿAzīz Aḫannūš; * 1. Januar 1961 in Tafraoute) ist ein marokkanischer Unternehmer, Milliardär und Politiker der Partei Nationale Sammlung der Unabhängigen (RNI).
Seit dem 7. Oktober 2021 ist er der 17. Premierminister von Marokko. Zuvor war er von 2007 bis 2021 Landwirtschaftsminister. Seit 2016 ist er zudem Parteivorsitzender der Nationalen Sammlung der Unabhängigen. Auf der Forbes-Liste der reichsten Afrikaner belegte er 2024 den vierzehnten Platz. Sein Vermögen wird auf 1,7 Milliarden US-Dollar geschätzt.

## Kindheit und Ausbildung
Aziz Akhannouch wurde am 1. Januar 1961 in Agerd Oudad, Tafraoute, geboren und wuchs in Casablanca auf. Er ist amazighischer Abstammung. Ein Jahr vor seiner Geburt kamen zehn seiner Verwandten, darunter zwei seiner Brüder bei dem Erdbeben von Agadir 1960 ums Leben.
Sein Vater, der Geschäftsmann Ahmed Oulhadj Akhannouch, gründete mehrere Unternehmen unter anderem die Afriquia SMDC 1959 und Maghreb Oxygène 1977. In den 1990er Jahren wurde die Unternehmensstruktur verändert und die Holdinggesellschaft Groupe Afriquia gegründet. Dieses Konglomerat hinterließ er, nach seinem Tod 1995, seinem Sohn Aziz Akhannouch.
Akhannouch schloss seine Schulausbildung in Casablanca ab. Daraufhin absolvierte er sein Studium 1986 in Management an der Université de Sherbrooke in Kanada.

## Familie
Akhannouch ist mit der Unternehmerin und Geschäftsfrau, Salwa Idrissi verheiratet. Sie gründete mehrere marokkanische Unternehmen unter anderem Aksal Holding und Yan&One. Spezialisiert ist sie auf den Bereich der Kosmetik und Luxusgüter.
Zusammen haben sie drei Kinder.

## Wirtschaftliche Karriere
Aziz Akhannouch erbte von seinem Vater Grundstücke in Casablanca. Nach dessen Tod übernahm er die Groupe Afriquia, ein marokkanisches Konglomerat, das zahlreiche Firmen kontrolliert. Dieses benannte er 2002 in die Akwa Group um. Im Jahr 1999 kaufte er die Pressegruppe Caractères und Anteile der Zeitschriften La Vie économique, Maisons du Maroc und Femmes du Maroc. Pôle Immobilier wurde 2007 gegründet, so begann die Investition in Wohnungs-, Gewerbe- und Tourismusimmobilien.
Die Akwa Group besteht heute aus siebzig Unternehmen, die etwa zwanzig Marken besitzen. Dabei gibt es fünf Haupttätigkeitsbereiche: Kraft- und Schmierstoffe, Gas, Flüssiggase, Immobilien und die Unterstützung der Entwicklung des Landes, wie zum Beispiel der Renovierung von Denkmalstätten.
Akhannouch war Mitglied im Rat der Zentralbank von Marokko (Bank al-Maghrib).

## Politische Karriere
Von 2003 bis 2007 war er Präsident des Regionalrats der Region Souss-Massa.
Von 2007 bis 2021 bekleidete er das Amt des Landwirtschaftsministers unter den Premierministern Abbas El Fassi (2003–2007), Abdelilah Benkirane (2007–2017) und Saadeddine Othmani (2017–2021). Dabei spielte Akhannouch eine Schlüsselrolle bei der Verbesserung von landwirtschaftlicher Produktion und der Umsetzung grünen Initiativen, wie dem 2008 ins Leben gerufenen Plan Maroc Vert
Am 12. Oktober 2016 wurde er Parteivorsitzender der Nationalen Sammlung der Unabhängigen (RNI). Seit dem 24. September 2021 ist er Bürgermeister der Stadt Agadir.
Am 7. Oktober 2021 löste er Saadeddine Othmani ab und trat sein Amt als 17. Premierminister von Marokko an.